# 알파벳 살인 사건
알파벳 살인 사건(영어: alphabet murders)은 1970년대 미국 뉴욕주 로체스터 지역에서 발생한 일련의 살인 사건이다. 현재까지도 범인을 밝혀내지 못했다.

## 개요
3명의 어린 소녀가 강간과 교살되어 살해당했다. 3명의 소녀는 이름의 첫글자와 똑같은 알파벳인 장소에서 발견되었으며, 살해된 소녀는 다음과 같다:
- 처치빌(Churchville)에서 발견된 카멘 콜론(Carmen Colon)
- 메이스던(Macedon)에서 발견된 미셸 메인자(Michelle Maenza)
- 웹스터(Webster)에서 발견된 완다 왈코비츠(Wanda Walkowicz)

수백 명의 사람들이 의문을 제기하였지만, 범인은 끝내 밝혀지지 않았다.
카멘 콜론의 경우, 그녀의 삼촌이 용의자로 의심되었지만 1991년에 삼촌은 자살하였다.
또다른 용의자 케네스 비앙키는 로체스터의 거리의 아이스크림 판매자였으며, 2개의 살인 사건 근처에서 아이스크림을 팔고 있었다. 하지만, 비앙키는 기소되지 않았다. 살인 사건을 차 안에서 목격한 정황이 포착되었기 때문이다.

## 같이 보기
- 아동 성학대
- 미해결 사건